# Четыре дьявола (фильм, 1911)
«Четыре дьявола» (дат. De fire djævle, 1911) — фильм Петера Эльфельта, рассказывающий о чете акробатов, который пользовался бешеной популярностью не только в Дании, но и за её пределами, в частности, и в России.

## Художественные особенности
- «Ни один датский фильм не пользовался таким успехом <...> Фильм оказал огромное влияние на развитие датской кинематографии».[2].

## Культурные отсылки
- В дальнейшем было поставлено ещё два варианта фильма: в 1920 г. Зандбергом и в 1928 г. Мурнау.
- Фильм вдохновил Эвальда Андре Дюпона на постановку «Варьете» (1925).

## Интересные факты
Согласно Ж. Садулю, «в России выпустили два новых его варианта, в том числе пародийный». «Пародийный вариант» — это мультипликационный фильм В. Старевича «Четыре чёрта» (1913).